# Terpna varicoloraria
Terpna varicoloraria là một loài bướm đêm trong họ Geometridae.